# Gabaldón
Pour les articles homonymes, voir Gabaldon.
Gabaldón est une municipalité espagnole de la province de Cuenca, dans la région autonome de Castille-La Manche.